# Kniphofia coralligemma
Kniphofia coralligemma là một loài thực vật có hoa trong họ Thích diệp thụ. Loài này được E.A.Bruce miêu tả khoa học đầu tiên năm 1955.